# Beezie Madden
Elizabeth "Beezie" Madden (Milwaukee, 20 de novembro de 1963) é uma ginete de elite estadunidense, especialista em saltos,  bicampeã olímpica. 

## Carreira
Beezie Madden representou seu país nos Jogos Olímpicos de 2004, 2008 e 2012, na qual conquistou a medalha de ouro nos saltos por equipes em 2004 e 2008.

### Rio 2016
Beezie por equipes conquistou a medalha de prata montando Cortes C, com apenas cinco perdidos ao lado de Kent Farrington, Lucy Davis e McLain Ward. Beezie fez uma péssima primeira passagem com oito pontos, sendo a nota de descarte, e no segundo dia não competiu devido a uma contusão de seu cavalo, mesmo assim, foi medalhista graças a bela performance de sua equipe.